# Sedum batallae
Sedum batallae es una especie de plantas de la familia de las crasuláceas, comúnmente llamadas, siemprevivas, conchitas o flor de piedra (Crassulaceae), dentro del orden Saxifragales en lo que comúnmente llamamos plantas dicotiledóneas, aunque hoy en día se agrupan dentro de Magnoliopsida. El nombre del género significa “sedentario” o “estar sentado”, esto probablemente por sus hábitos de crecimiento; se desconoce a que hace referencia el nombre específico.

## Clasificación y descripción
Planta de la familia Crassulaceae. Planta cespitosa, formando colonias densas de 60-70 cm de diámetro, tallos ramificados, postrados o colgantes hasta de 20 cm de largo; hojas ovoides o elipsoides, tomas, sésiles, glaucas, de 3-5 mm de largo. 2-3 mm de ancho. Inflorescencia en cima, flores solitarias o hasta 3, sésiles o con corto pedicelo, sépalos triangulares de 2 mm de largo, pétalos amarillos, rojizos en la base. Cromosomas n= 34.

## Distribución
Endémica de México, en el estado de Hidalgo solamente. Localidad tipo: Hidalgo: Epazoyucan.

## Hábitat
No se tienen datos. 

## Estado de conservación
No se encuentra catalogada bajo algún estatus o categoría de conservación, ya sea nacional o internacional.